# Yanun
Yanun est une municipalité rurale du Gouvernorat de Naplouse en Palestine.
Sa population était de 102 habitants en 2007.
Les terres du village Yanun ont fait l'objet de confiscations en vue d'établir la colonie israélienne « Itamar », en 1983 et en 1997.